# Vi Xương Huy
Vi Xương Huy (giản thể: 韦昌辉; phồn thể: 韋昌輝; bính âm: Wéi Chānghuī; 1823 - 1856) là Bắc vương của Thái Bình Thiên Quốc.

## Tiểu sử
Vi Xương Huy sinh năm 1823 hoặc 1826, còn có tên là Chính, là người thôn Kim Điền, huyện Quế Bình, tỉnh Quảng Tây, xuất thân từ một gia đình phú nông, cha ông là Vi Nguyên Giới có khoảng 250 mẫu ruộng. Vi Xương Huy từng đi thi vài lần, nhưng đều không đậu. Sau đó Vi Nguyên Giới cho Xương Huy quyên tiền vào làm Giám sinh.
Vào những ngày đầu của cuộc khởi nghĩa, năm 1848, Vi Xương Huy được Phùng Vân Sơn và Hồng Tú Toàn dẫn dắt gia nhập vào Bái Thượng đế hội, sau đó tiêu cả gia tài để hỗ trợ hoạt động của hội.
Tháng 1 năm 1851, khởi nghĩa Kim Điền nổ ra, Vi Xương Huy được phong là Hậu hộ hựu phó quân sư, là chủ tướng của Hữu quân. Tháng 12 năm đó, trong đợt phong vương tại Vĩnh An, Vi Xương Huy được Thiên vương Hồng Tú Toàn gia phong là Bắc vương trong số 5 vương gia, xưng Lục thiên tuế. Năm 1853, Vi Xương Huy được giao nhiệm vụ phụ trách phòng thủ cho Thiên Kinh.

## Sự biến Thiên Kinh và cái chết của Bắc vương
Năm 1854, Nhị thừa tuyên của Bắc điện là Trương Tử Bằng gây biến ở thủy doanh, Đông vương Dương Tú Thanh nhân chuyện này mà trách mắng Vi Xương Huy khiến Xương Huy sinh lòng bất mãn với Đông vương nhưng không biểu lộ ra ngoài mặt.
Dương Tú Thanh ngày thường tính tình kiêu ngạo, bắt Thiên vương phải đích thân đến Đông vương phủ tôn là Vạn tuế. Năm Hàm Phong thứ sáu (1856), vào khoảng tháng 8, Hồng Tú Toàn mật chiếu cho Vi Xương Huy mang người đến giết Dương Tú Thanh, dẫn đến sự biến Thiên Kinh không lâu sau đó. Ngày 3 tháng 8 (tức 1 tháng 9), Vi Xương Huy xuất 3000 tinh binh, giữa đêm hội quân cùng Yến vương Tần Nhật Cương ngoài thành. Đến rạng sáng ngày 4 tháng 8 (tức 2 tháng 9) thì đột kích vào Đông vương phủ, giết chết Dương Tú Thanh và toàn bộ gia quyến. Trước khi giết Dương Tú Thanh, Vi Xương Huy có nói: "Ngươi có âm mưu đoạt vị, ta phụng mệnh nhị ca đến giết ngươi." Các thuộc hạ của Dương Tú Thanh cùng gia quyến của họ cũng bị giết theo. Tổng số người chết trong vụ tàn sát này lên tới khoàng 3 vạn người.
Đến tháng 11, Dực vương Thạch Đạt Khai về Thiên Kinh có trách Vi Xương Huy giết quá nhiều người vô tội, hai bên trở nên bất đồng. Nửa đêm, Thạch Đạt Khai đào thoát ra ngoài thành, Vi Xương Huy sau đó giết sạch gia quyến và thuộc hạ trong Dực vương phủ. Thạch Đạt Khai từ An Khánh khởi binh thảo phạt Vi Xương Huy, lúc này đại đa số quân Thái Bình ngoài Thiên Kinh đều ủng hộ Thạch Đạt Khai. Trong tình thế cấp bách, Vi Xương Huy phải đánh vào Thiên vương phủ, cuối cùng bị tướng sĩ trung thành với Thiên vương và những thuộc hạ còn lại của Đông vương đánh bại. Vi Xương Huy bị giết, xác bị treo lên cổng thành. Con cái ông sau đó bị cắt hết tước vị.